# 金恒煒

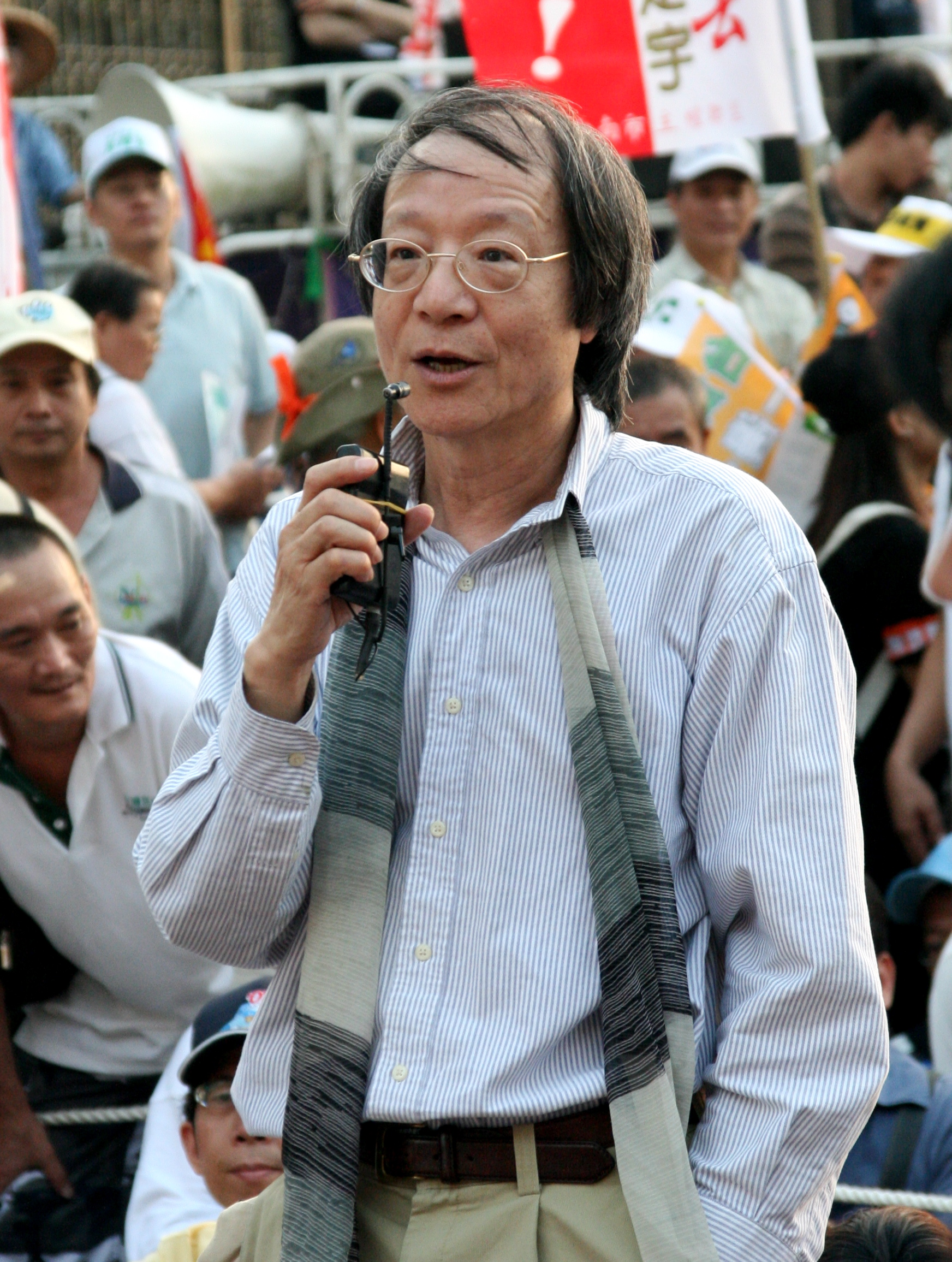
金恆煒於2008年1025反黑心顧臺灣大遊行

金恒煒（1944年11月10日—），臺灣外省人，本籍浙江溫州，為臺灣著名記者、作家、政治時事評論員、台灣獨立運動人士。父親是金溟若，兄長是金恒杰（金載熹）、金恒鑣。曾經擔任臺灣北社副社長。

## 生平
在天主教輔仁大學歷史學系取得學士學位。
曾在中國時報系工作多年，做過《中國時報》人間副刊主編、《中國時報》副總編輯等職務，並曾獲派駐美國編採。
1986年5月創辦《當代雜誌》（月刊），任總編輯至今。在游錫堃內閣時期擔任中央廣播電臺董事。
目前固定在《自由時報》撰寫金恒煒專欄。
2005年11月14日，金恆煒、黃昭堂、李喬、江霞、涂醒哲、王美琇、魚夫、吳錦發、陳郁秀、陳菊、吳樹民、曾貴海、林育卉、林世煜、李筱峰、戴寶村、文魯彬、阮銘與陳鵬雲在台大校友會館召開記者會，宣佈成立「台灣群俠護台灣」助選團，呼籲選民在2005年三合一選舉「以選票捍衛台灣主權」，同時也將督促陳水扁政府追求政治改革。2007年3月至2007年5月，金恆煒主持民視新聞台政論節目《台灣嗆聲》，在2007年民主進步黨總統提名選舉中公然以此節目全力為參選人游錫堃護航、攻擊其他三位候選人（呂秀蓮、蘇貞昌、謝長廷）。
2010年8月底，金恆煒在噗浪透露自己生病無法工作，準備入院開刀。金恆煒的友人表示，金恆煒因食慾不振，察覺尿液顏色呈現異狀，緊急到醫院檢查後，發現胰臟有惡性腫瘤，隨即進行手術切除部分胰臟及十二指腸，手術過程順利，但須住院觀察治療。辜寬敏及其妻王美琇曾赴醫院探視手術後的金恆煒，王美琇並代為上網轉達手術成功的訊息。
金恆煒之妻張文翊，曾任《中國時報》人間副刊編輯、一邊一國行動黨全國不分區立法委員候選人。

## 事件
- 2002年10月9日，金恆煒在《台灣日報》連載的〈探針〉專欄刊登〈楊富美「無恥」第一名〉一文，批評當時親民黨立法委員楊富美及其夫高資敏「真是夫唱婦隨或婦唱夫隨，兩個人渾然不知天下還有羞恥。其實這也不叫人驚奇，高資敏上次選立委時，曾經自導自演一場槍擊案，可見兩人造假當便飯」，並以「抵賴」、「撤潑」、「可惡」、「可鄙」、「令人不齒」等語批評楊富美。高資敏至台北地方法院控告金恆煒與《台灣日報》董事長顏文閂妨害名譽，該院「92年度自字第24號」與台灣高等法院「93年度上易字第431號」判決無罪確定。之後，楊富美與高資敏至台北地方法院提起民事訴訟，向《台灣日報》與金恆煒請求侵權行為損害賠償新台幣100萬元。2005年6月1日，台北地方法院民事第四庭作成「93年度訴字第5114號」判決，認定金恆煒該文「近乎人身攻擊，似非出於善意，顯已逾言論自由、新聞自由及媒體對於公共事務之評論範疇」，而《台灣日報》「怠於監督，自應與被告金恆煒負共同侵權行為責任」，金恆煒應連帶給付楊富美新台幣40萬元，並應連帶在《台灣日報》探針專欄下方刊登長6公分、寬8公分的道歉啟事一日：「本人金恆煒與台灣報業股份有限公司在《台灣日報》刊載『楊富美無恥第一名』，撰述內容未曾向當事人楊富美、高資敏查證，就撰述之楊富美召開記者會指控涂醒哲緋聞及高資敏曾自導自演一場槍擊等內容不實，並藉此辱罵二人也屬不當，謹向二位當事人致歉。致歉人：金恆煒、台灣報業股份有限公司。」

- 2005年11月8日，中國科技大學教授包淳亮說，他曾經是把《當代雜誌》從頭看到尾的大學生，也曾經購買《當代雜誌》近百期；但前幾年，金恆煒以《當代雜誌》總編輯之姿成為泛綠代言人，已經損害《當代雜誌》的中立性與批判性[4]。

- 2006年6月2日23時，被《台灣日報》積欠新台幣數十萬元稿費的金恆煒被顏文閂以電話召集至《台灣日報》總社編輯部開會。當時顏文閂宣稱，《台灣日報》的設備以每年新台幣一千萬元租給妙天禪師，這些錢可以償還員工欠薪；《台灣日報》員工問金恆煒「那資遣費呢」，金恆煒答覆「這有困難」。2006年6月3日，《台灣日報》員工組織的「台灣日報員工自救會」發表公開信，批評金恆煒與顏文閂：「金先生，您和顏先生的話語，讓員工苦水難吞肚。您們口口聲聲，滿口的理想、滿口的為台灣打拚；但您們的話，卻完全要《台灣日報》的（員工）餓肚子幫台灣打拚；這個『台灣』是您們的台灣，還是誰的台灣？您們不顧《台灣日報》員工的肚皮與勞工權益，你們不愛《台灣日報》員工，還有資格愛台灣嗎？誰還會相信你們是真正愛台灣、愛台灣人？……金先生，你為了幫顏文閂，親自到《台灣日報》，親自上火線幫顏文閂滅火；您能保證，一再違背承諾的顏文閂不會把你拖下水、讓您清譽掃地？您是新聞前輩、有給職的國策顧問，你怎麼可以不顧《台灣日報》員工權益？……請您同情《台日》員工，站在《台日》員工立場苦勸『顏文閂大社長』償還員工欠薪，為自己的新聞人信譽留條後路。」[5]但金恆煒完全沒有回應公開信的訴求。

- 2006年8月24日民視21:00～22:00現場直播的政論節目《頭家來開講》，主持人是胡婉玲；受邀來賓除了林正杰外，還計有民進黨副祕書長蔡煌瑯、《當代》雜誌總編輯金恆煒、國民黨立委費鴻泰、中山大學教授陳茂雄，討論的主題是〈施明德真向蔣介石寫求饒信？〉。節目中林正杰不滿金恆煒在胡婉玲說話的時候插嘴質疑他的論點，隨即演變成雙方口角。之後林隨即揚言金很「欠扁」，金恆煒立刻反駁，但話還沒說完，林正杰突然破罵「肏你媽屄，姦恁娘！」接著起身掌摑金恆煒，並狠踹一腳，打落金恆煒的眼鏡，陳茂雄馬上上前阻止。胡婉玲趕緊要求導播暫停節目播出並插播廣告。進廣告期間，林正杰又作勢攻擊，但這時蔡煌瑯才起身制止，費鴻泰則作壁上觀，兩人都不認為自己有錯。金恆煒隨即到台安醫院縫了五針。[6]
事件發生後，《頭家來開講》如常播出。林正杰為干擾節目一事向胡婉玲、民視表達歉意，但對攻擊金恆煒一事毫無悔意。林正杰宣稱「若是金恆煒態度不改，他就要見一次扁一次。」而金恆煒則表示，林正杰的行為非常可恥，他無法原諒林正杰。隨後，金恆煒前往台北市政府警察局松山分局報案，控告林正杰傷害，然後再控告林正杰恐嚇。對此林正杰予以表態，說倘若金恆煒提起控告，他也將反之控告金恆煒誹謗。
對於此次事件，民視、民進黨中央、百萬人民倒扁運動總部、國家通訊傳播委員會均一致譴責林正杰的暴力行為。
百萬人民倒扁運動總部發言人賀德芬宣布，不歡迎林正杰或是與他有任何關連的組織參與靜坐；如果林正杰執意到場聲援，一定把他請出去。賀德芬表示，林正杰並非倒扁總部成員，但此舉出人意料之外，「感覺這拳好像打在倒扁鼻樑上。」賀德芬說：「他（林正杰）個人這種火爆脾氣，我們一定要譴責啦！實在是不應該。可是你看這個談話節目要不要檢討一下，一天到晚這樣針鋒相對；我覺得這整個氣氛的對立，這也是原因之一。我們希望林正杰能夠道歉，然後要撇清；他要說清楚跟我們這邊是沒有關係的。」事後林正杰發表聲明，宣布退出倒扁活動。
林正杰說，距離這次打人之前，最後一次打架是1990年在立法院時，打斷國民黨籍的僑選立委五根骨頭；這次原本不打算動手，但金恆煒一再打斷他的話，忍無可忍才出手；「事後，大家好像把我當成流氓，賀德芬也要我不要去倒扁靜坐。我寧願在家看王建民打球，也是一種愛國的表現。」

- 2006年12月14日，台北地方法院宣判，林正杰犯傷害罪，判處拘役50天，得易科罰金新台幣五萬元。[2]2007年10月29日，台北地方法院判林正杰須賠償新台幣一百萬元；林正杰批評，從來沒有「毆打輕傷，卻判賠百萬」的案例，他將上訴。

- 2007年2月3日，金恆煒在《自由時報》〈金恆煒專欄〉批評台灣團結聯盟（台聯）精神領袖李登輝：「李登輝抨擊『台獨』，他說『我從沒主張台獨，也認為沒有追求台獨的必要』云云，與在任總統時說了二百次『我不是台獨』，前後呼應。李登輝放棄了『台獨教父』，回到中國國民黨的老路線。重要的訊息是，李登輝設定的『敵人』，不只是他所『恨』的陳水扁總統；恨烏及屋，甚至將民進黨打成『敵我之判』；他批判『本土政權』、『台獨』到『台灣之子』，不正是因為此三個論述是民進黨的標誌!?……李登輝的最後一擊，徒然暴露他權謀的一面，原來所有的『理念』與『原則』不過是權力鬥爭的武器，七年的『台獨之父』是不虞之譽。」[7]2007年11月10日，金恆煒在《自由時報》〈金恆煒專欄〉批評，前百萬人民倒扁運動副總指揮劉坤鱧透過台聯不分區立委賴幸媛的男友蔡建仁引介進入台聯，劉坤鱧於2007年8月提出「毀綠計畫書」給台聯文宣部執行長周美里；金恆煒同時指控，蔡建仁於2007年4月27日用化名「趙萬來」在中華統一促進黨網站的〈萬來專欄〉寫〈李登輝，老番癲？變色龍 兩地他最紅〉一文，該文結語是「我們毋寧歡迎他（李登輝）變紅」，所以：「李登輝有沒有『變紅』？台聯有沒有『變紅』？恐怕才是此一『開除』事件（台聯開除廖本煙與黃宗源）中最耐人尋味的地方。……『紅軍』肆虐、公開鼓吹『促進統一』、並且到處生事，李（登輝）先生沒有看到嗎？」[8]2007年11月14日，台聯回應金恆煒：㈠曾參加過「紅衫軍」（百萬人民倒扁運動）的劉坤鱧先生從未擔任台聯黨工黨職，台聯黨中央的說詞一向如此，並無反覆。劉坤鱧先生係隨台聯支持者許龍俊醫師進出台聯，提供有關選務之意見；說這是「紅衫軍進駐台聯黨中央」，乃無稽之談。
㈡該文指劉坤鱧先生為賴幸媛委員之男友蔡建仁所介紹，完全是捏造。賴幸媛委員已公開表示無男友，而劉坤鱧先生也公開表示係隨許龍俊醫師來台聯黨中央拜訪。
㈢劉坤鱧先生從未向台聯提出所謂之「毀綠計畫書」。此乃另一無稽指控。
㈣劉坤鱧是十七年民進黨黨員，許龍俊醫師則為台獨聯盟重要幹部。前教育部長范巽綠的先生張富忠為紅衫軍重要幹部，民進黨也沒有開除他黨籍。金恆煒先生竟企圖以不確實之陳述渲染『抹紅』台聯，以雙重標準惡意『赤化』台聯，破壞、分化綠營。[9]

- 2008年中華民國總統大選前，金恆煒幫民進黨總統候選人謝長廷站台時爆料稱，中國國民黨總統候選人馬英九之妻周美青就讀哈佛大學時偷報紙：「周美青在哈佛讀書時，到哈佛燕京社（哈佛燕京圖書館）偷報紙，結果被警察捉到。哈佛燕京社的中文部主任叫吳文津，寫了信跟周美青說：『妳要把所有偷的報紙還給我。』」周美青控告金恆煒，求償新台幣五百萬元與登報道歉。[10]台北地方法院一審判決，金恆煒敗訴。一審判決書指出，金恒煒事後表示，相關言論是引用前民進黨青年部政務副主任許建榮與《自由時報》記者曾韋禎合著、玉山社出版的《馬經：你所不知道的馬英九》一書的內容；但法官傳喚相關人士，無人能證明《馬經》所述周美青偷報紙一事的明確消息來源；當時燕京圖書館館長吳文津也公開表示，任期內從未接獲任何館內書報遭竊的消息。2010年3月30日，台灣高等法院判決，金恆煒敗訴，金恆煒應賠償周美青新台幣六十萬元並在台灣四大報紙（《聯合報》、《中國時報》、《自由時報》、《蘋果日報》）頭版登報道歉；判決理由是金恆煒無法舉證所言真實，故認定金恆煒損害周美青名譽。[11]2010年7月30日，中華民國最高法院駁回金恆煒的上訴，維持二審判決定讞，認定金恆煒發言前未經合理查證，故金恆煒應賠償周美青新台幣60萬元，並在四大報紙刊登道歉啟事。[12]

- 2008年1月3日，台灣社發表聲明稿〈堅持公投討黨產  政黨票投民進黨〉[13]，不僅要求「所有認同台灣『主體意識』的選民」在2008年1月12日「應該集中政黨票，投給民進黨」，同時呼籲選民拒絕投票給台聯。時任台灣北社副社長的金恆煒在聲明稿記者會中批評台聯及李登輝：「李（登輝）先生一旦說：『我是站在中間立場。』這代表什麼呢？他放棄了他對抗『中國黨』的立場。如果他的力量分散出去，他是台灣的罪人。」[14]2008年1月3日下午，台聯主席黃昆輝批評，台灣社此舉是反民主的作法。2008年1月4日上午，台聯正式控告台灣南社社長鄭正煜、台灣北社社長張學逸、台灣北社副社長金恆煒、台灣中社社長戴正德、台灣社副社長文儀、台灣社秘書長羅致政、台灣客社社長張葉森（以上七人都是台灣社出席發表該聲明稿者）與民進黨前主席游錫堃等八人「明顯意圖使人不當選」（在單一選區兩票制中，政黨也是候選人）。[15][16]2008年1月4日下午，台聯不分區立委第五名候選人錢林慧君到台南地檢署遞狀控告金恆煒等八人「意圖使人不當選」[17]；同日，金恆煒在林保華新書《一個中國人的台灣情》發表會上說：「其實這一些（社團）代表都有很強的（台灣）代表性。他們（台聯）來控告有代表性的象徵人物，就是跟綠營作對；對他們來講，得不償失。如果他們真的要求要做出比較好的區隔，他們應該好好地坐下來談；他們用司法的方法去控告這些人，對這些人來講無傷，對台聯有很大的傷害：台聯就告訴選民講，『我們跟這些人是敵人』；如果他要達到這樣的目的，他達到了。」金恆煒同時又說：百萬人民倒扁運動後，「台灣的政治已經分成台灣跟中國兩塊：不支持台灣，你就反過來是支持中國」，台灣的政治沒有「中間路線」。[18]

- 2009年，金恆煒在香港《開放雜誌》10月號批評臺灣司法：「『扁案』法官蔡守訓在辯論庭結束的八月，早早就宣佈要在『九一一』宣判，用心叵測，目的就是影射扁為『恐怖分子』；事實可能相反，一月廿四日的《經濟學人》專文談『扁案』，標題是〈審判與錯誤〉，毫不掩飾的說：司法審扁，但司法『與阿扁一樣站在被告席受審』，蔡守訓們的判決已經成為『審判』的對象。『扁案』宣判後，《經濟學人》更是大肆譏嘲：『說得好聽一點，司法一隻腳仍陷在過去醜惡時光；說得難聽一點，司法再度聽命復辟的國民黨。』因為扁案違反了司法正當程序，難怪也是法官的洪英花在判決出爐之後撰文表示，審判『自始無效』。」[19]

- 2012年2月12日，金恆煒在《自由時報》〈金恆煒專欄〉批評，謝長廷要民進黨放棄台獨理想，「與其『打著綠旗反綠旗』、製造內部的『對立』，『謝長廷們』何不另立黨中央！」[20]2012年2月16日，《新台灣新聞週刊》發行人詹錫奎（老包）回批，《自由時報》老闆林榮三有很長的時間是屬於國民黨陣營，現在在《自由時報》寫文章的那些人也是將台獨視為毒蛇猛獸，現在他們反而以「謝長廷們何不另立黨中央」一語逼迫謝長廷退黨，真是荒唐；他諷刺，金恆煒與陳水扁同一個論調，都不承認扁家醜聞害綠營在2008年慘敗，反而要謝長廷「自行負責」，可見「任何一個近親繁殖的小團體，智商都會嚴重低落」[21]。

- 2012年10月18日，詹錫奎說，十多年前，金恆煒曾是他在負責的一本週刊聘請來的首任總編輯，但金恆煒上任一個月後以體力不堪負荷為由向他請辭，「我勸他再撐看看，會多找人從旁協助他，我自己也可幫他分擔一些負荷」，金恆煒答應考慮；「未料隔天，他帶著夫人來找我，他在我辦公室低頭不語，夫人卻站起身氣呼呼地向我嗆聲：『你在搞台獨，我們為什麼要幫你做事？』起初我很不諒解他自己不直接跟我說，卻讓沒有在公司上班的夫人來咆哮，實在很沒禮貌（堅辭也沒人奈何得了）；但後來我想到他們夫婦都是外省籍，大概也承受不少壓力，馬上就釋懷了，笑笑地跟他說：『那好吧，不過我還是會當你是朋友！』」而在陳水扁執政後，金恆煒忽然成為有給職國策顧問，也被《自由時報》封為「台獨大老」；詹錫奎說，雖然他有點替台獨聯盟主席黃昭堂抱屈，但他沒想過在陳水扁面前諷刺金恆煒被封為「台獨大老」的事情「不倫不類」，「告訴金先生：你們那一掛在高舉的『一邊一國』旗幟，在那個時代（閣下嗆我『搞台獨』的時代），其實只能算是『妥協派』呢！」[22]

- 2012年11月27日，金恆煒在《自由時報》〈金恆煒專欄〉批評：「民進黨中常會在喧騰紛擾下，終於拍板定案，決定成立『中國事務委員會』，同時決定由主席蘇貞昌自任召集人。……《聯合報》訪問『謝長廷們』的立委趙天麟，同樣認為應稱『大陸事務委員會』或『兩岸事務委員會』。趙天麟又說，國民黨已用『大陸事務委員會』的名稱，民進黨的支持者可能也不容易接受，因此『兩岸事務委員會』是較好的名稱。同樣有趣的是，把謝長廷當成同志般稱為『老謝』的中國廈大台研所副所長陳先才向民進黨喊話，與趙天麟口徑一致，建議用『兩岸事務委員會』。可見謝長廷們不只與藍調統媒同聲相應，也與中國同氣相求，從而形成『中國——藍調統媒——謝長廷們』的三個同心圓模式。」[23]2012年11月28日，詹錫奎諷刺，金恆煒是麥卡錫主義者：「『毀謝名人』邱毅選立委時，被謝系趙天麟打敗；現在則是金（恆煒）先生出來替邱先生復仇了，既批謝，也罵趙，這也是令人玩味——陳菊可說『兩岸』比『中國』適當，但趙一說就被『金卡錫』（金恆煒）批。」[24]

- 2013年7月7日，針對會計法第99-1條修正烏龍事件，金恆煒在《自由時報》〈金恆煒專欄〉批評台聯：「台聯據稱『揮淚斬馬謖（日语：泣いて馬謖を斬る）』地撤銷了不分區立委林世嘉的黨籍。……台聯究竟是小黨，一個可說沒有實力而殘喘的小黨……台聯秘書長林志嘉接受《新新聞》訪問，否認顏清標透過關係送了一筆錢給台聯的指控，表示『絕無此事』，但坦言黨中央受到很多勢力的施壓；最關鍵的是指出黃昆輝堅持『讓黨團自行決定』的原則。這是台聯的不打自招，尤其是『黨團自決』四字，不是和盤托出栽贓林世嘉的原委？更不堪的是，竟而黨中央收錢辦事，事不成，還要抹黑同志來抬高自己？……開除林世嘉，結果會不會開除了自己？」[25]2013年7月10日，台聯副秘書長劉一德回批：「（金恆煒）指此事為『殘喘小黨』的內部權力鬥爭，實則不是。這一次，林（世嘉）委員在未告知主席與秘書長的情況下，擅簽『顏清標條款』，外界一片撻伐；台聯只是珍惜一一七萬八千位選民的付託，不得不祭出黨紀吧！……（今年）六月初『《會計法》四黨秘密協商』一事，不是簽字者都被清議罵到臭頭嗎，兩大黨魁都出來道歉，四黨黨鞭都成了壞蛋？怎麼才過沒幾天，照社會清議走的台聯，堅守高標準的台聯，黨紀開鍘犯錯者的台聯，反而變成被罵的對象呢？是非到底在哪？」[26]

## 著作
- 《趙高與浮士德：台灣政治探針》，桂冠圖書公司1992年初版，ISBN 9575515803
- 《新黨 變辯變》，海洋國家文化出版公司1996年初版，ISBN 9579930929
- 《憲改大對決：九七修憲的教訓》（與顧忠華編著），桂冠圖書公司2004年6月初版，ISBN 9577304680
- 《民主內戰的必要：2006年台灣風雲色變評述》，允晨文化2007年11月初版，ISBN 9789867178534
- 《解構「他，馬的」：爆破「黨國」最後的「神話」》，允晨文化2008年1月初版，ISBN 9789867178589
- 《我的正義法庭》，前衛出版社2014年1月初版，ISBN 9789578017252
- 《面對獨裁：胡適與殷海光的兩種態度》，允晨文化2017年10月初版，ISBN 9789865794910

## 譯作
- 麥康恩（英语：Ruthanne Lum McCunn）撰，金恆煒、張文翊合譯， 《悲涼之旅：百年移美從頭數，回看血淚相和流》，時報出版1979年出版

## 外部連結
- 金恒煒的部落格 （页面存档备份，存于）